# Siergiej Kuczerianu
Siergiej Michajłowicz Kuczerianu, rus. Сергей Михайлович Кучеряну (ur. 30 czerwca 1985 w Moskwie) – rosyjski lekkoatleta specjalizujący się w skoku o tyczce, uczestnik igrzysk olimpijskich.
Finalista mistrzostw Europy seniorów (2006) i młodzieżowców (2007). W 2012 nie zaliczył żadnej wysokości podczas mistrzostw Europy w Helsinkach oraz bez powodzenia startował na igrzyskach olimpijskich w Londynie. Rok później zajął 8. miejsce na mistrzostwach świata w Moskwie. Dziewiąty zawodnik mistrzostw Europy w Zurychu (2014).
Medalista mistrzostw Rosji oraz reprezentant kraju w pucharze Europy, halowym pucharze Europy i na drużynowym czempionacie Starego Kontynentu. Stanął na najwyższym stopniu podium mistrzostw Australii (2011).
Rekordy życiowe: stadion – 5,81 (30 maja 2008, Dessau); hala – 5,76 (22 lutego 2008, Paryż).

## Osiągnięcia
| Rok  | Impreza                                 | Miejsce   | Lokata            | Wynik |
| ---- | --------------------------------------- | --------- | ----------------- | ----- |
| 2006 | Mistrzostwa Europy                      | Göteborg  | 10. miejsce       | 5,50  |
| 2007 | Młodzieżowe mistrzostwa Europy          | Debreczyn | 6. miejsce        | 5,55  |
| 2008 | Halowy puchar Europy                    | Moskwa    | 1. miejsce        | 5,65  |
| 2008 | Superliga pucharu Europy                | Annecy    | –                 | NH    |
| 2008 | Światowy finał IAAF                     | Stuttgart | –                 | NH    |
| 2009 | Superliga drużynowych mistrzostw Europy | Leiria    | 5. miejsce        | 5,55  |
| 2012 | Mistrzostwa Europy                      | Helsinki  | –                 | NH    |
| 2012 | Igrzyska olimpijskie                    | Londyn    | el. – 16. miejsce | 5,50  |
| 2013 | Mistrzostwa świata                      | Moskwa    | 8. miejsce        | 5,65  |
| 2014 | Mistrzostwa Europy                      | Zurych    | 9. miejsce        | 5,40  |